# Horst Walter (Fußballspieler)
Horst Walter (* 2. Juli 1939 in Oberbobritzsch; † 22. Juli 2015 in Dresden) war ein deutscher Fußballspieler, der für die DDR-Fußballnationalmannschaft ein Länderspiel bestritt.

## Sportliche Laufbahn
Mit 18 Jahren gehörte Walter, der bei der BSG Traktor in Oberbobritzsch mit dem Fußballspiel begonnen und dort Schmied gelernt hatte, 1957 bereits zum Oberligakader des SC Einheit Dresden. Während in den frühen 1950er Jahren Dresden mit der SG Dynamo und der BSG Rotation (dem Vorläufer des SC Einheit) stets mit zwei Mannschaften in der DDR-Oberliga vertreten war, spielte seit 1954 nur noch der SC Einheit in der höchsten Fußballklasse der DDR.
Die Mannschaft hatte sich in den letzten Jahren meist im oberen Drittel der Oberliga platzieren können, brauchte nun aber Ersatz für die in die Jahre gekommenen Stürmer Harry Arlt (1926–2014) und Heinz Nicklich (* 1927). Walter eroberte sich schnell einen Stammplatz auf der rechten Angriffsseite und empfahl sich mit seinen spielerischen Qualitäten auch für internationale Einsätze.
Nach zehn Spielen in der Junioren-Nationalmannschaft, drei Länderspielen mit der Nachwuchs-Nationalmannschaft und Einsätzen im B-Team wurde er am 16. Mai 1962 auch zu seinem einzigen A-Länderspiel berufen. In der Begegnung gegen Jugoslawien in Belgrad wurde er für eine Halbzeit als Rechtsaußen aufgeboten. Seinen einzigen Titelgewinn konnte Walter bereits 1958 mit dem Gewinn des DDR-Pokals feiern. Im mit 2:1 gewonnenen Endspiel gegen den SC Lok Leipzig am 14. Dezember 1958 wirkte er als halbrechter Stürmer des SC Einheit Dresden mit. Nach dem Pokalgewinn setzte allerdings ein gravierender Abwärtstrend der Dresdener ein, der nach der Saison 1961/62 mit dem Abstieg in die DDR-Liga endete. Für eine Spielzeit trat Walter für den SC Einheit noch in der Zweitklassigkeit an, wechselte danach aber zum SC Chemie Halle, der die Saison 1962/63 mit dem sechsten Rang in der Oberliga abgeschlossen hatte. Für Einheit Dresden hatte Walter in sechs Jahren 88 Spiele in der Oberliga absolviert und dabei 16 Tore erzielt.
Die Hallenser hatten mit Günter Busch, der seine aktive Laufbahn beendet hatte, ihren erfolgreichsten Torschützen der letzten Jahre zu ersetzen, und fanden mit Horst Walter einen hoffnungsvollen Nachfolger. Walters Engagement in Halle verlief jedoch zunächst enttäuschend, denn seine erste Saison in Halle endete 1964 erneut mit dem Abstieg in die DDR-Liga. Mit überzeugender Leistung gelang jedoch mit der Rekordtorausbeute seit Einführung der zweigleisigen DDR-Liga 1962 von 78 Treffern in 30 Spielen der sofortige Wiederaufstieg. In der neuen Oberligasaison 1965/66 wurde Walter mit neun Toren bester Angreifer seiner Mannschaft, die nun als Hallescher FC Chemie antrat. Mit seinen Toren hatte sich Walter bis auf Platz 5 der Oberliga-Torschützenliste geschossen. Anschließend zog es ihn, nachdem er in Halle 51 Mal in der Oberliga gespielt und dort 12 Tore geschossen hatte, in seine Dresdener Heimat zurück.
Da seine alte Einheit-Mannschaft, inzwischen als FSV Lokomotive abgewertet, in die unteren Regionen der zweitklassigen DDR-Liga abgedriftet war, schloss sich Horst Walter der SG Dynamo Dresden an, die sich seit 1964 mit steigender Tendenz in der Oberliga etabliert hatte. Seine Hoffnungen, die letzten Jahre seiner Fußballkarriere noch einmal im Spitzenfußball mitwirken zu können, wurden zunächst mit dem vierten Platz der Saison 1966/67 bestätigt. Umso größer war die Enttäuschung nach dem jähen Abfall in der folgenden Spielzeit, als Dynamo nach Platz 13 ebenfalls den Gang in die Zweitklassigkeit antreten mussten. Doch ebenso wie ehemals mit Halle gelang Walter auch mit Dynamo Dresden der sofortige Wiederaufstieg. Eine weitere Oberligasaison gab es für Horst Walter jedoch nicht mehr, denn mit seinen inzwischen 30 Jahren wurde er nur noch in der 2. Mannschaft eingesetzt. Hier stand er noch bis 1972 zur Verfügung, danach beendete er seine aktive Laufbahn. Bei Dynamo Dresden war er noch einmal in 40 Oberligaspielen eingesetzt worden, sodass er im Laufe seiner Karriere auf insgesamt 179 Oberligaeinsätze kam, in denen er 29 Tore erzielte.
Nach seiner Karriere als Fußballer war Walter viele Jahre Platzwart bei Dynamo Dresden. Er starb am 22. Juli 2015 nach langer, schwerer Krankheit im Krankenhaus Dresden-Friedrichstadt.

## Werdegang im Überblick
| Oberliga / DDR-Liga | Oberliga / DDR-Liga   | Oberliga / DDR-Liga                    | Oberliga / DDR-Liga |
| ------------------- | --------------------- | -------------------------------------- | ------------------- |
| 1957–1963           | Oberliga              | SC Einheit Dresden                     | 88 Spiele, 16 Tore  |
| 1962/63             | DDR-Liga              | SC Einheit Dresden                     | 21 Spiele, 6 Tore   |
| 1963/64 1965/66     | Oberliga              | SC Chemie Halle / Hallescher FC Chemie | 51 Spiele, 12 Tore  |
| 1964/65             | DDR-Liga              | SC Chemie Halle                        | 28 Spiele, 11 Tore  |
| 1966–1968           | Oberliga              | SG Dynamo Dresden                      | 40 Spiele, 1 Tor    |
| 1968/69             | DDR-Liga              | SG Dynamo Dresden                      | 5 Spiele, 0 Tore    |
| 1969–1972           | Bezirksliga, DDR-Liga | SG Dynamo Dresden II                   |                     |

| International | International                | International     | International |
| ------------- | ---------------------------- | ----------------- | ------------- |
|               | Junioren-Nationalmannschaft  | 10 Spiele, 4 Tore |               |
|               | Nachwuchs-Nationalmannschaft | 3 Spiele          |               |
|               | B-Nationalmannschaft         | 4 Spiele          |               |
| 1962          | A-Nationalmannschaft         | 1 Spiel           |               |